# Gratweg Stoos
Als Gratweg Stoos wird die Schweizer Wanderroute 827 (eine von 290 lokalen Routen) in den Schwyzer Alpen bezeichnet. Sie beginnt auf dem Chlingenstock (auch Klingenstock) im Schweizer Kanton Schwyz und führt entlang des Berggrats in westlicher Richtung knapp unter dem Gipfel des Huser Stocks (Abstecher möglich) vorbei zum Fronalpstock.

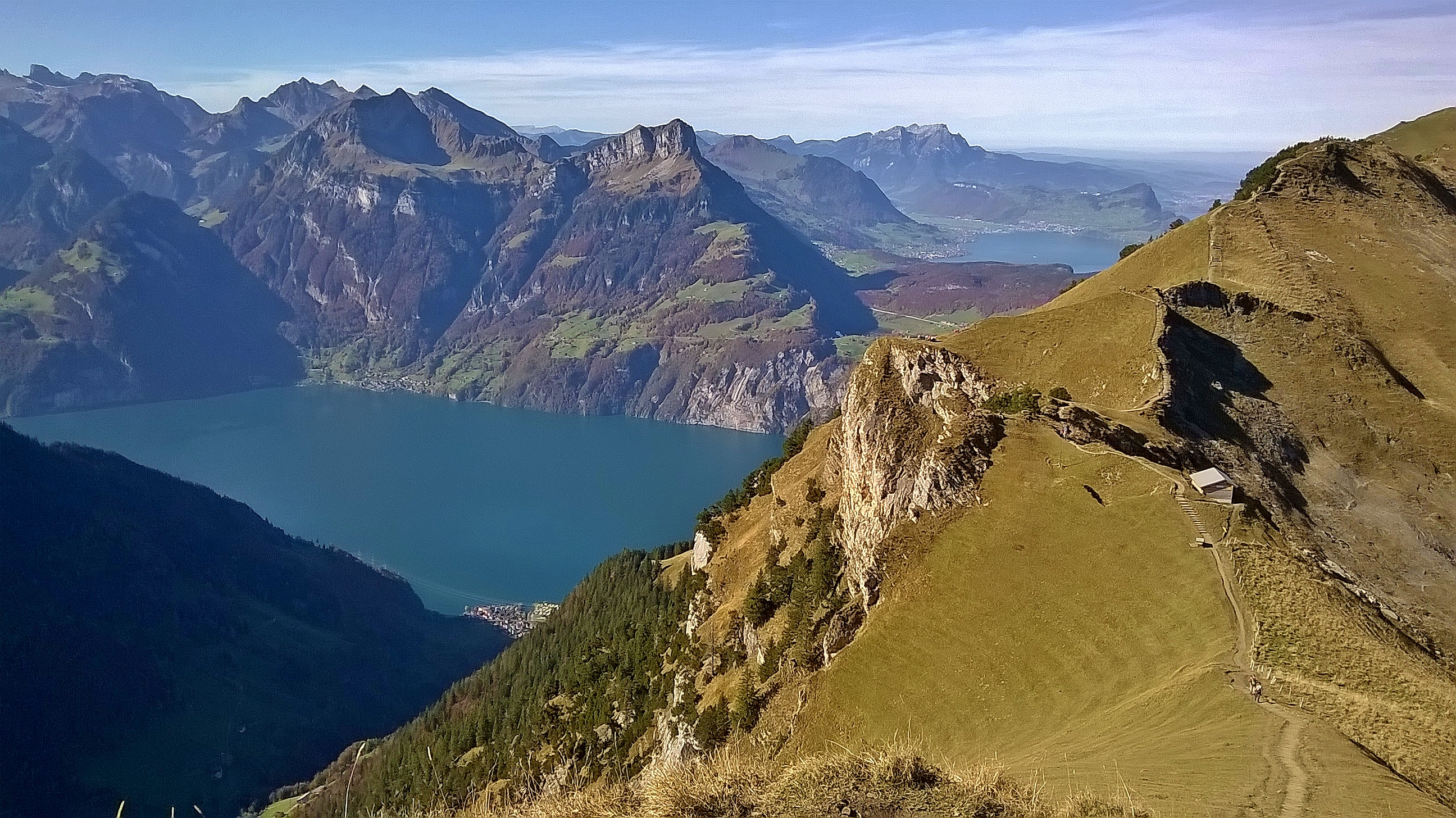
Blick vom Rot Turen nach Westen.

Der Startpunkt (1926 m ü. M., nahes Gipfelkreuz 1935 m ü. M.) ist mit einer Sesselbahn vom Brunnerboden (südöstlich von Stoos) zu erreichen; vom Ziel (1907 m ü. M.) kann man mit zwei Sesselbahn-Sektionen nach Stoos gelangen. Die Wegstrecke beträgt vier Kilometer, es sind 380 Höhenmeter im Auf- und 400 im Abstieg zu überwinden; die Wanderzeit wird mit einer Stunde und 50 Minuten angegeben; mit Ersteigung des Huser Stocks (1904 m ü. M.) etwa eine halbe Stunde länger.

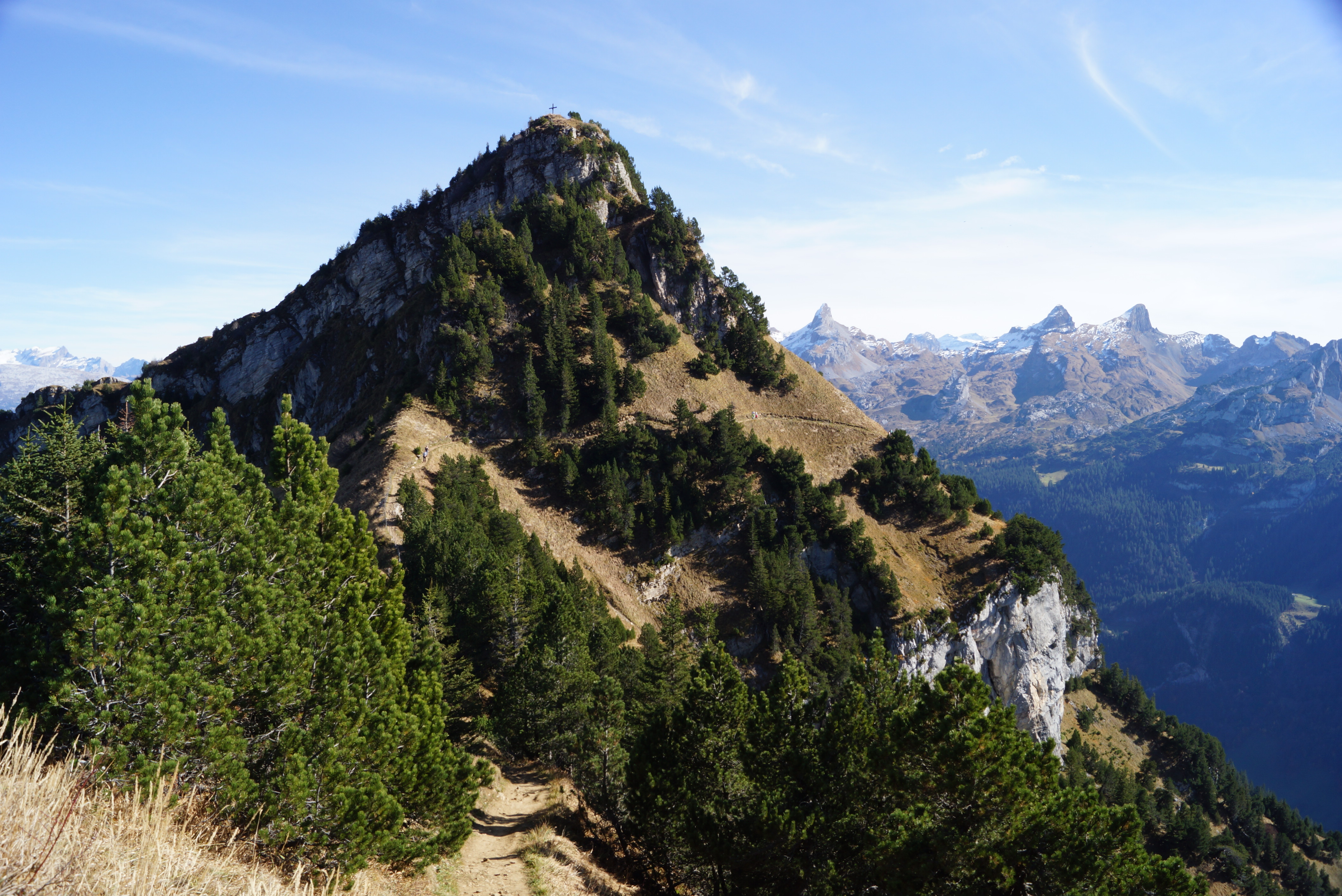
Huser Stock vom nordwestlichen Rastplatz.

Es gibt unterwegs mehrere Rast- und stets Aussichtsmöglichkeiten. Nach Passage des Huser Stocks – hier steht ein langer Tisch mit Bänken zum Verweilen – geht es hinab zum Sattel Furggelen (1731 m ü. M.) und dann hinauf zum Fronalpstock mit Gipfelkreuz (1921 m ü. M.), Spielplatz, Aussichtsterrasse und Restaurant (auch Hotel).

## Nachweise
1. ↑  Alle lokalen Routen bei SchweizMobil.
2. ↑  Lage & Höhe gemäß «geo admin.ch».
3. ↑  Website Gipfel-Restaurant. (auch WebCam)